# Órcamo
Órcamo (en griego Ορχάμος, Orchámos) fue, según la mitología griega, un personaje citado sólo en Las metamorfosis de Ovidio. Órcamo, descrito como «rey de las ciudades aquemenias» y del «pueblo de los perfumes», era un monarca de Aquemenia o Persia. El texto no nos dice quiénes eran los padres de Órcamo pero sí aclara que se cuenta en séptimo lugar entre los descendientes del antiguo Belo. Se desposó con la muchacha más hermosa del lugar, una tal Eurínome, con quien engendró a la ninfa Leucótoe, que llegó a superar a su madre en belleza. Helios se enamoró de Leucótoe hasta que finalmente decidió forzarla. Otra amante de Helios, Clitia, por celos, le cuenta a Órcamo que su hija mantuvo relaciones con el dios. Órcamo, enfurecido, resolvió enterrar viva en un hoyo profundo a su hija, que luego tapó con arena.Lactancio dice que Hesíodo también dejó constancia de esta historia. Uno de los paradoxógrafos griegos nos dice que Leucótoe y Clitia eran ambas hermanas e hijas del propio Órcamo.